# Chorizococcus snellingi
Chorizococcus snellingi är en insektsart som beskrevs av Mckenzie 1967. Chorizococcus snellingi ingår i släktet Chorizococcus och familjen ullsköldlöss. Inga underarter finns listade i Catalogue of Life.